# タデウシュ・クリメツキ
タデウシュ・クリメツキ（Tadeusz Klimecki, 1895年11月23日 - 1943年7月4日）は、ポーランドの軍人。准将。
タルヌフ出身。クラクフのヤギェウォ大学法学部で学ぶ。第一次世界大戦勃発と共にオーストリア＝ハンガリー帝国軍に召集。中隊長としてイタリア戦線で戦い、3度負傷した。
1918年11月初め、タルヌフで第16歩兵連隊の創設に参加。ポーランド・ソビエト戦争に従軍し、中隊長、大隊長となった。戦後、タルヌフで中隊、後に大隊を指揮。1928年、ワルシャワの高等軍事学校を卒業。1928年、タルヌフの第12歩兵師団本部に勤務し、1930年から高等軍事学校の戦術講師。1934年から第18歩兵連隊長、1936年、プシェムィシルの第5山岳歩兵連隊長。1939年、参謀本部第3課（作戦）長に任命。
ドイツ軍のポーランド侵攻後、1939年11月にパリに亡命し、在仏ポーランド軍参謀部作戦課長となる。西側でポーランド軍の創設に参加し、ヴワディスワフ・シコルスキ将軍の側近となった。1940年～1943年、亡命政府のポーランド軍参謀総長。シコルスキ将軍と共に航空機事故で死亡。